# Karin Schubert (Schauspielerin)

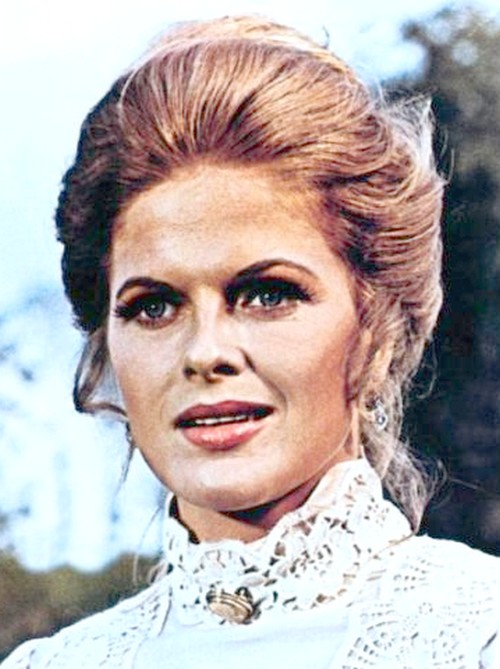
Karin Schubert im Italo-Western "Alle für einen – Prügel für alle" (1973)

Karin Schubert (* 26. November 1944 in Hamburg) ist eine deutsche Schauspielerin, die Ende der 1960er Jahre ihr Filmdebüt gab, sich später auf den Erotikbereich spezialisierte und ihre Karriere zwischen 1985 und 1994 mit Pornofilmen beendete.

## Leben und Filmkarriere

### Von Deutschland nach Italien
Nach ihrer Ausbildung zur Bürokauffrau wandte sich Karin Schubert dem Modeln zu. Sie posierte für verschiedene Zeitschriften und drehte Werbespots, unter anderem für Peroni-Bier. Sie heiratete einen Vertreter der Marke Opel, mit dem sie einen Sohn hat. Nachdem sie von der Filmindustrie umworben wurde, zog sie nach Italien.

### 1970er Jahre
In den ersten Jahren ihrer Karriere pendelte Karin Schubert zwischen Italien und Deutschland und spielte vor allem in verführerischen Nebenrollen. Sie wurde zu einer wiederkehrenden Figur in der erotischen Komödie nach italienischem Vorbild, die eine Blütezeit erlebte. Sie drehte unter der Regie von Spezialisten des Genres wie Marco Vicario (Il prete sposato, 1970), Mariano Laurenti (Satiricosissimo, 1970) und Brunello Rondi (Racconti proibiti… di niente vestiti, 1971). Außerdem trat sie mit dem Komikerduo Franco & Ciccio in I due maghi del pallone auf. Ihren ersten Erfolg hatte die Schauspielerin jedoch mit dem Spaghetti-Western Laßt uns töten, Companeros von Sergio Corbucci.
Gérard Oury gab ihr die Gelegenheit, in Die dummen Streiche der Reichen (1971) mit Louis de Funès, Yves Montand und Alice Sapritch zu spielen. Der Erfolg dieses Films schien ihr die Tür zu einer internationalen Karriere zu öffnen. Im folgenden Jahr spielte sie neben Raquel Welch, Virna Lisi, Nathalie Delon, Marilù Tolo, Agostina Belli und Sybil Danning die Rolle der Greta in dem Film Blaubart von Edward Dmytryk. Ebenfalls 1972 spielte sie in dem sehr ernsten Film Das Attentat von Yves Boisset.
Trotz ihres neuen Status vernachlässigte Karin Schubert die Erotik nicht und lernte Mariano Laurenti kennen, der sie neben Edwige Fenech in Quel gran pezzo dell'Ubalda tutta nuda e tutta calda (1972) zum Co-Star machte. Der große Luigi Comencini führte sie an der Seite von Laura Antonelli in Mio Dio, come sono caduta in basso! (1974). In einem ernsteren Genre spielte sie die Hauptrolle in La Punition (1973), einer italienisch-französischen Produktion unter der Co-Autorenschaft von Richard Bohringer. Sie kehrte auch in den amerikanischen Westen zurück, in Alle für einen – Prügel für alle (1973) mit George Eastman, einer sehr freien Adaption des Literaturklassikers Die drei Musketiere.
Ab Mitte der 1970er Jahre widmete sich die Schauspielerin, die eine Chance zur Neuorientierung ihrer Karriere verpasst zu haben schien, dem Exploitationkino ohne große künstlerische Ambitionen. Man sah sie in dem schwülen Il pavone nero, dann teilte sie sich die Hauptrolle mit Laura Gemser in Black Emanuelle (1975) und in Emanuela – Alle Lüste dieser Welt (1977). Das italienische Kino befand sich in einer Krise, und das gesamte europäische Genrekino musste sich mit Gewalt und Sex überbieten, um zu überleben. Für die Schauspielerin wurden die Dreharbeiten immer seltener. Sie arbeitete in Griechenland, Spanien und Deutschland, drehte zum vierten Mal mit Mariano Laurenti zusammen (Der Idiotenzwinger, 1979) und wirkte für die Franzosen Jean-Marie Pallardy (Une Femme spéciale, 1979), Claude Mulot (La Vénus noire, 1983) und Pierre Chevalier (Commando Panther, 1984) in deren Filmen mit.
1984 spielte sie in Angel in the Dark eine Mutter, die mit der Entgleisung ihrer Tochter konfrontiert wird – die Zuschauer konnten sich damals nicht vorstellen, wie sehr diese Rolle das Drama widerspiegelt, das die Schauspielerin tatsächlich durchlebt hat.

### Pornografische Filme
Anfang der 80er Jahre zog die nur noch wenig gefragte Karin Schubert nach Spanien. Die geschiedene Schauspielerin musste sich mit der Gewalttätigkeit ihres drogensüchtigen Sohnes auseinandersetzen und Geld für seine Behandlung auftreiben. Sie nahm das Angebot eines italienischen Magazins an, für pornografische Fotos zu posieren. Sie erschien in Magazinen wie Men und Le Ore, oft an der Seite von Paola Senatore, einer anderen gefallenen Ikone des italienischen Sexfilms. Danach wechselte sie ganz natürlich vom Papier zum Film. 1985, im Alter von 40 Jahren, willigte sie ein, ins Pornogeschäft einzusteigen und drehte ihren ersten Hardcore-Film mit dem Titel Morbosamente vostra. Sie erhielt einen Jahresvertrag über 180.000 DM. In den letzten Jahren ihrer Karriere arbeitete sie ausschließlich im Pornofilmgeschäft, hauptsächlich in Italien, aber auch in Deutschland. Sie drehte etwa 20 Filme und stand mit Marina Hedman, Jean-Pierre Armand, Roberto Malone, Rocco Siffredi und John Holmes vor der Kamera. Sie spielte auch an der Seite von Ilona Staller und Moana Pozzi, bevor sie sich 1994 von der Filmbühne zurückzog. Später arbeitete sie für einen Telefonsexdienst.
1994 erklärte sie in einem Interview mit dem Corriere della Sera, sie habe sich bereit erklärt, Pornofilme zu drehen, um ihrem drogenabhängigen Sohn finanziell zu helfen. Im Oktober desselben Jahres enthüllte sie in der Fernsehsendung Il Fatto von Enzo Biagi, dass sie im Alter von elf Jahren von ihrem Vater sexuell missbraucht worden war. Am 1. September 1994 unternahm sie einen ersten Selbstmordversuch, indem sie Barbiturate und eine halbe Flasche Wodka zu sich nahm. Die Schauspielerin wusste, dass sie ausgebeutet wurde und erklärte ihre Tat mit den Worten: „Ich habe keine Familie, keine Freunde, kein Geld und keine Zukunft. Ich wollte sterben, weil ich alles verloren habe. Für die Leute bin ich eine Hure“. Am 20. Mai 1996 versuchte sie zum dritten Mal, sich das Leben zu nehmen, indem sie Abgase einatmete, und wurde daraufhin in eine psychiatrische Klinik eingewiesen.
Karin Schubert lebte lange Zeit in Manziana, zwischen Rom und Viterbo, zusammen mit ihren vielen Hunden, mit denen sie unzertrennlich war.

## Filmografie (Auswahl)
- 1968: Willst Du ewig Jungfrau bleiben?
- 1970: Robin Hood und die Dämonen des Satans (Una Spada per Brando)
- 1970: Laßt uns töten, Companeros (Vamos a matar, compañeros)
- 1971: Die dummen Streiche der Reichen (Les Folies des grandeurs)
- 1971: Kreuzfahrt des Grauens (Ore di Terrore)
- 1971: Satiricossissimo
- 1972: Blaubart (Barbe bleu)
- 1972: Punition - Ausgepeitscht (La punition)
- 1972: Das Attentat (L'attentat)
- 1973: Alle für einen – Prügel für alle (Tutti per uno… botte per tutti)
- 1974: Das Haus der Angst (La Casa della paura)
- 1975: Black Emanuelle (Emanuelle nera)
- 1977: Emanuela – Alle Lüste dieser Welt (Emanuelle – Perché violenza alle donne?)
- 1978: Missile X – Geheimauftrag Neutronenbombe (Allarme nucleare)
- 1979: Der Idiotenzwinger (L'infermiera nella corsia dei militari)
- 1983: Black Venus (La Vénus noire)
- 1984: Angel in the Dark (Hanna D. – la ragazza del Vondel Park)
- 1985: Stets bereit (Morbosamente vostra)
- 1986: Karin Schubert: Feuer der Begierden (Ricordi di notte)
- 1987: Karin Schubert: Orgien der Wollust (Orgia libera)
- 1987: Karin Schubert: Blonde Exzesse (Altri desideri di Karin)
- 1987: Born for Love, Teil 1–2
- 1990: Wiener Glut, Teil 1–3
- 1991: Stone Clan, Teil 1–2
- 1994: Früchte der Lust 3 - Bizarre Exzesse (Divisione di colpi)